# Мухтаров, Эльман Джошгун оглы
Эльман Джошгун оглы Мухтаров (азерб. Elman Coşqun oğlu Muxtarov) — азербайджанский борец греко-римского стиля, победитель в весовой категории до 42 кг чемпионата Европы среди кадетов, проходившем в 2009 году в Зренянине, победитель летних юношеских Олимпийских игр, прошедших в Сингапуре в 2010 году. В отборочном турнире Эльман занял 1-е место. Бронзовый призёр I Европейских игр 2015 в Баку. В борьбе за бронзовую медаль Мухтаров одолел спортсмена из Армении Романа Амояна.